# Opius simillimus
Opius simillimus är en stekelart som beskrevs av Fischer 1964. Opius simillimus ingår i släktet Opius och familjen bracksteklar. Inga underarter finns listade i Catalogue of Life.